# Apicia claridiscata
Apicia claridiscata là một loài bướm đêm trong họ Geometridae.